# 红丝乡
红丝乡，是中华人民共和国贵州省遵义市务川仡佬族苗族自治县下辖的一个乡镇级行政单位。

## 行政区划
红丝乡下辖以下地区：
上坝村、先进村、太坝村和月亮村。